# Durchführung (Elektrotechnik)

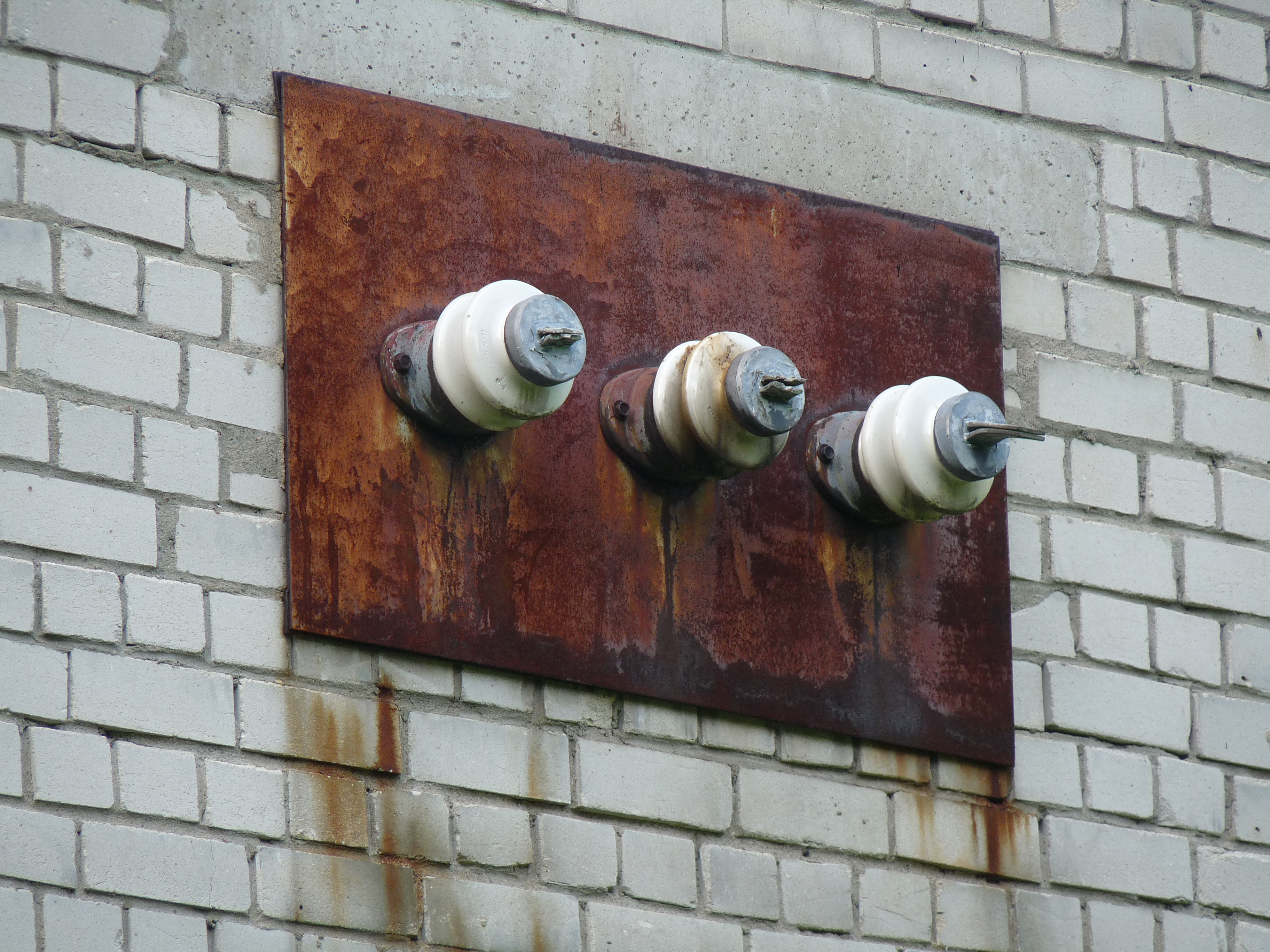
Niederspannungs-Durchführungen russischer Bauart an einem ehemaligen Hausanschluss

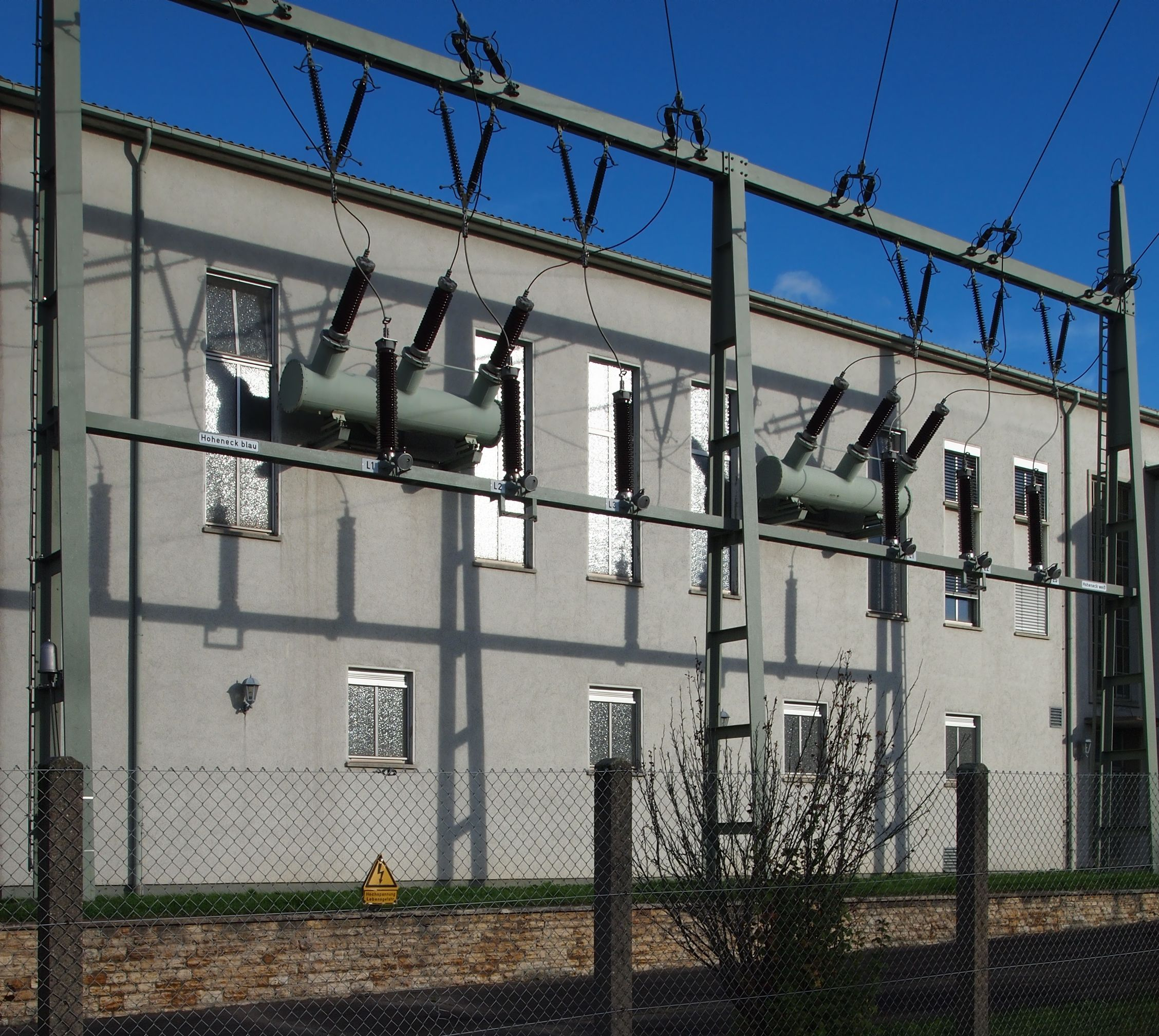
Hochspannungs-Durchführung in ein Schaltwerk-Gebäude

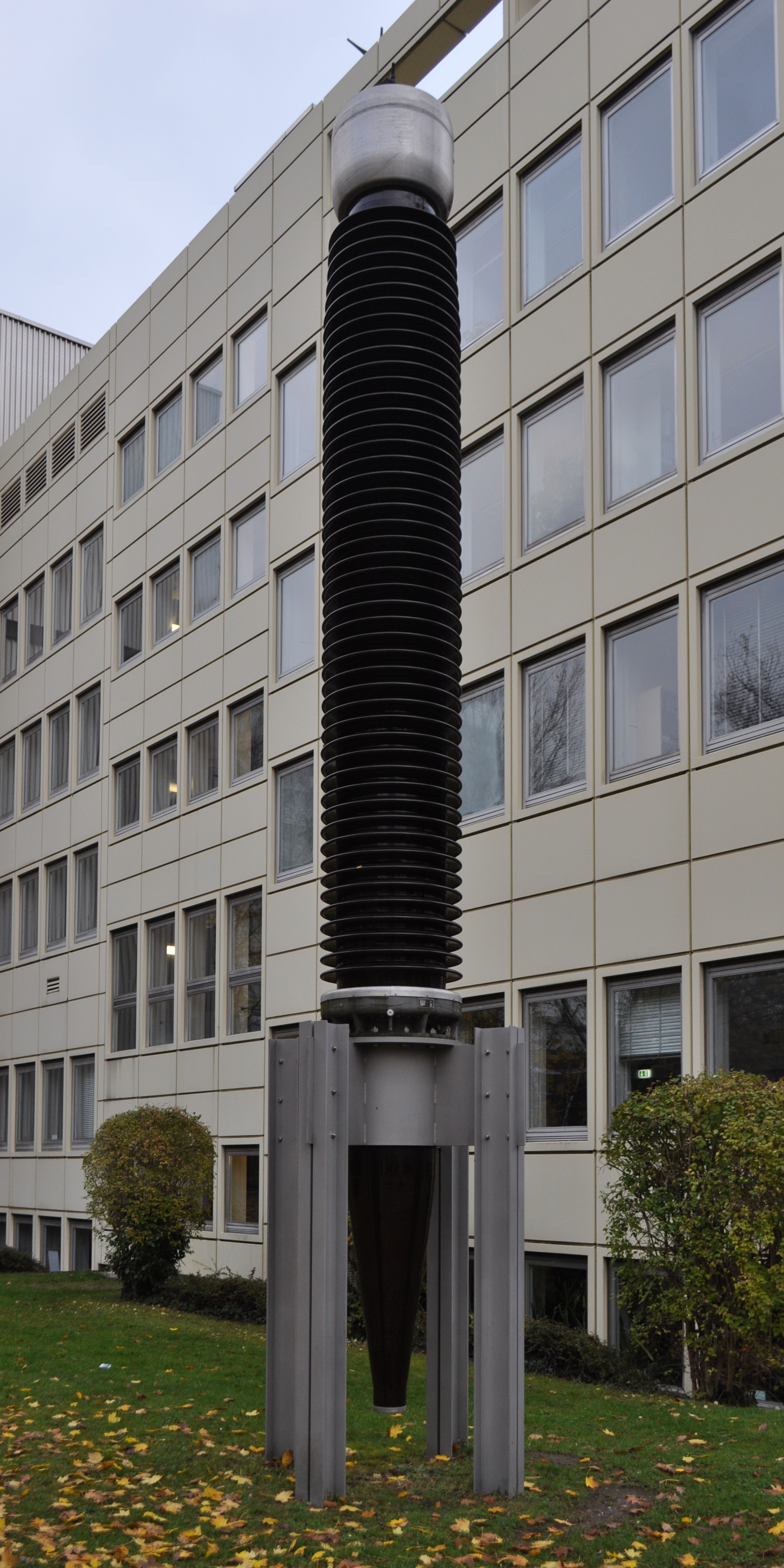
Höchstspannungsdurchführung als Skulptur vor dem Karlsruher Institut für Technologie (2013)

Eine Durchführung, auch als Gehäuseisolator bezeichnet, ist in der elektrischen Energietechnik ein elektrischer Leiter, der von einem Isolatormaterial umhüllt ist und zur Ein- und Durchführung von elektrischen Leitungen in ein Gebäude oder in ein größeres Gehäuse dient.
Die Durchführung besteht je nach Ausführung aus verschiedenen Isolationsmaterialien, beispielsweise aus Elektrokeramik, in den der metallische Leiter eingearbeitet ist; er ragt an beiden Enden zum Anschluss der ein- und ausgehenden Freileitung heraus. Häufig, besonders im Bereich von Durchführungen, die mit Hochspannung betrieben werden, ist an der Außenseite zusätzlich ein Überspannungsableiter angebracht.
Durchführungen sind u. a. Bestandteile von Wandanschlüssen und kommen u. a. bei in Gebäuden untergebrachten kompakten Umspannwerken oder an den Gehäusen von Leistungstransformatoren vor. Auch die Zündkerze in Kraftfahrzeugen ist von der Bauform her ein Gehäuseisolator. Je nach Anzahl der elektrischen Leitungen kann die Durchführung ein- oder mehrpolig ausgeführt sein. So sind bei dem in der elektrischen Energietechnik üblichen Dreiphasenwechselstrom drei räumlich benachbarte Durchführungen notwendig.
Es gibt auch asymmetrisch ausgeführte Durchführungen, bei denen beispielsweise ein Ende zum Anschluss eines Hochspannungskabels und die andere Seite als Kabelendverschluss und Übergang zu einer Freileitung dient.
Im Hochspannungsbereich spielt dabei die Potentialsteuerung im Inneren der Durchführung eine bedeutende Rolle, um unerwünschte Teilentladungen mit den damit einhergehenden Materialermüdungen zu vermeiden. Bei mit hoher Gleichspannung betriebenen Durchführungen, etwa bei Hochspannungs-Gleichstrom-Übertragungen (HGÜ), erfolgt die Potentialsteuerung durch zusätzlich eingebrachte schwach leitfähige Materialien innerhalb des eigentlichen Isolatormaterials.